# Rocca d'Evandro
Rocca d'Evandro est une commune de la province de Caserte dans la région Campanie en Italie.

## Administration
| Période                                  | Période  | Identité           | Étiquette | Qualité |
| ---------------------------------------- | -------- | ------------------ | --------- | ------- |
| 14 juin 2004                             | En cours | Carmine Domenicano |           |         |
| Les données manquantes sont à compléter. |          |                    |           |         |

### Hameaux
Bivio Mortola, Centro Storico, Camino, Colle, Formella, Vallevona, Cocuruzzo, Campo dei Fiori, Casamarina, Campolongo, Mortola

### Communes limitrophes
Cassino, Castelforte, Galluccio, Mignano Monte Lungo, San Vittore del Lazio, Sant'Ambrogio sul Garigliano, Sant'Andrea del Garigliano, Sant'Apollinare, Sessa Aurunca